# Norwich (condado de Windsor)
Norwich es un lugar designado por el censo ubicado en el condado de Windsor en el estado estadounidense de Vermont. En el año 2010 tenía una población de 878 habitantes.

## Geografía
Norwich se encuentra ubicado en las coordenadas 43°42′52″N 72°18′31″O / 43.71444, -72.30861.